# Vila Jana Alsterna
Vila Jana Alsterna (také Šlapetova vila) je funkcionalistická vila ve Frýdlantu nad Ostravicí, Harcovská 657, která se nachází v okrese Frýdek-Místek. Je prohlášena v roce 2005 kulturní památkou ČR.

## Historie
Výstavba vily pro ředitele Ferrony ve Frýdlantu nad Ostravicí Jana Alsterna byla inspirována stavbou Le Corbusiera na pobřeží Atlantského oceánu v Les Mathes tzv. Maison Sextant. Na okraji městečka La Palmyre byla postavena vila, jejíž vlastní lehká dřevěná konstrukce s pultovými střechami je obklopena kamennými zdmi z kyklopského zdiva. Kompoziční principy vily v Les Mathes byly přetransformovány do horského prostředí a středoevropského klimatu. Dům byl postaven v letech 1939–1940 pro ředitele s manželkou a dcerou, která potřebovala ateliér pro svou sochařskou tvorbu. Vila sloužila k obývání až do devadesátých let 20. století, pak byla nějakou dobu opuštěna. V roce 2005 byla vila soukromým vlastníkem SEY Development přestavěna na Design-pension. V roce 2005 byla prohlášena kulturní památkou České republiky.

## Architektura
Jednopatrová omítaná stavba postavena na podezdívce obdélného půdorysu z kyklopského zdiva zastřešen pultovou dřevěnou střechou. V průčelích jsou kombinovány dřevěné části s pásovými okny v patrech a plochami se slídovou břízolitovou omítkou. Na jihovýchodní (užší) straně je v přízemí terasa a v patře trojúhelníkový balkón chráněn z jedné strany sešikmenou zdí z kyklopského zdiva ze zeleného godulského pískovce. Vchod do vily se nachází na severovýchodní straně k němuž vede jednoramenné schodiště nadstřešené rovnou stříškou.

## Interiér
Přízemní obytný prostor byl řešen do tvaru L. Dlouhý prostor jídelny přecházel do prostoru s krbem odkud byl vstup na terasu a do zahrady. V horním patře v jižní části byly tři propojené ložnice otce, matky a dcery. V severozápadní straně byl ateliér dcery a s výhledem k jihovýchodu na Lysou horu byl denní pokoj manželů. Interiér byl vlastníkem razantně přestavěn.